# Vierschanzentournee 2013/14
Die 62. Vierschanzentournee 2013/14 war eine als Teil des Skisprung-Weltcups 2013/14 von der FIS zwischen dem 29. Dezember 2013 und dem 6. Januar 2014 stattfindende Reihe von Skisprungwettkämpfen. Die Gesamtwertung gewann Thomas Diethart, womit zum sechsten Mal in Folge nach Wolfgang Loitzl (2008/09), Andreas Kofler (2009/10), Thomas Morgenstern (2010/11) und Gregor Schlierenzauer (2011/12 und 2012/13) ein österreichischer Skispringer erfolgreich war. Insgesamt war es der 15. Tournee-Gesamtsieg für Österreich.

## Vorfeld

### Weltcup und Favoriten
Vor der Vierschanzentournee wurden bereits acht Einzelspringen im Weltcup absolviert. Die Saison begann Ende November 2013 im deutschen Klingenthal.
| 01. | Kamil Stoch           | Polen       | 410 Punkte |
| 02. | Gregor Schlierenzauer | Österreich  | 352 Punkte |
| 03. | Anders Bardal         | Norwegen    | 311 Punkte |
| 04. | Severin Freund        | Deutschland | 267 Punkte |
| 05. | Andreas Wellinger     | Deutschland | 259 Punkte |

| 06. | Taku Takeuchi      | Japan      | 255 Punkte |
| 07. | Simon Ammann       | Schweiz    | 244 Punkte |
| 08. | Noriaki Kasai      | Japan      | 225 Punkte |
| 09. | Thomas Morgenstern | Österreich | 221 Punkte |
| 10. | Piotr Żyła         | Polen      | 200 Punkte |

## Teilnehmer
| Nation             | Athleten |
| ------------------ | --- |
| Deutschland        | Sebastian Bradatsch, Markus Eisenbichler, Richard Freitag, Severin Freund, Karl Geiger, Marinus Kraus, Jan Mayländer, Maximilian Mechler, Michael Neumayer, Danny Queck, Martin Schmitt, Andreas Wank, Andreas Wellinger, Daniel Wenig  |
| Österreich         | Florian Altenburger, Thomas Diethart, Manuel Fettner, Simon Greiderer, Michael Hayböck, Andreas Kofler, Stefan Kraft, Wolfgang Loitzl, Thomas Morgenstern, Manuel Poppinger, Markus Schiffner, Gregor Schlierenzauer, Christoph Stauder |
| Estland            | Kaarel Nurmsalu |
| Finnland           | Janne Ahonen, Anssi Koivuranta, Jarkko Määttä, Olli Muotka, Sami Niemi |
| Frankreich         | Ronan Lamy Chappuis, Vincent Descombes Sevoie |
| Griechenland       | Nico Polychronidis |
| Italien            | Davide Bresadola, Sebastian Colloredo, Roberto Dellasega |
| Japan              | Daiki Itō, Noriaki Kasai, Takanobu Okabe, Taku Takeuchi, Yūta Watase |
| Kanada             | MacKenzie Boyd-Clowes |
| Kasachstan         | Alexei Koroljow, Sabyrschan Muminow, Alexei Ptschelinzew, Radik Schaparow |
| Norwegen           | Anders Bardal, Anders Fannemel, Tom Hilde, Ole Marius Ingvaldsen, Anders Jacobsen, Rune Velta |
| Polen              | Krzysztof Biegun, Maciej Kot, Dawid Kubacki, Klemens Murańka, Kamil Stoch, Jan Ziobro, Piotr Żyła |
| Russland           | Ilmir Chasetdinow, Denis Kornilow, Michail Maximotschkin, Alexei Romaschow, Dmitri Wassiljew |
| Schweiz            | Simon Ammann, Gregor Deschwanden, Marco Grigoli, Pascal Kälin, Gabriel Karlen |
| Slowenien          | Jernej Damjan, Jaka Hvala, Rok Justin, Robert Kranjec, Tomaž Naglič, Peter Prevc, Jurij Tepeš |
| Südkorea           | Choi Heung-chul, Kang Chil-gu, Kim Hyun-ki |
| Tschechien         | Martin Cikl, Antonín Hájek, Lukas Hlava, Jakub Janda, Čestmír Kožíšek, Roman Koudelka, Jan Matura |
| Vereinigte Staaten | Nicholas Fairall, Peter Frenette |

## Austragungsorte

### Oberstdorf
Erdinger Arena (Schattenbergschanze, HS137)
Das Auftaktspringen für die 62. Vierschanzentournee fand am 29. Dezember 2013 in Oberstdorf statt.
| Rang | Name                  | Punkte | Weite 1 | Weite 2 |
| ---- | --------------------- | ------ | ------- | ------- |
| 01   | Simon Ammann          | 301,9  | 139,0 m | 133,0 m |
| 02   | Anders Bardal         | 297,9  | 133,0 m | 133,5 m |
| 03   | Peter Prevc           | 297,3  | 139,5 m | 134,0 m |
| 03   | Thomas Diethart       | 297,3  | 139,0 m | 134,5 m |
| 05   | Thomas Morgenstern    | 296,8  | 132,0 m | 134,5 m |
| 06   | Noriaki Kasai         | 294,5  | 133,0 m | 130,5 m |
| 07   | Michael Hayböck       | 284,6  | 131,0 m | 129,5 m |
| 08   | Marinus Kraus         | 282,0  | 130,5 m | 130,0 m |
| 09   | Gregor Schlierenzauer | 281,6  | 130,5 m | 137,0 m |
| 10   | Severin Freund        | 279,3  | 130,5 m | 127,5 m |
| 11   | Michael Neumayer      | 274,2  | 135,0 m | 134,0 m |
| 12   | Taku Takeuchi         | 273,4  | 130,0 m | 132,5 m |
| 13   | Kamil Stoch           | 272,0  | 124,0 m | 130,0 m |
| 14   | Klemens Murańka       | 268,2  | 141,5 m | 121,5 m |
| 15   | Andreas Wank          | 263,5  | 124,0 m | 126,5 m |

| Rang | Name                  | Punkte | Weite 1 | Weite 2 |
| ---- | --------------------- | ------ | ------- | ------- |
| 16   | Daiki Itō             | 262,9  | 126,0 m | 126,0 m |
| 17   | Jan Ziobro            | 262,4  | 126,5 m | 123,0 m |
| 18   | Andreas Kofler        | 261,7  | 128,5 m | 124,5 m |
| 19   | Jurij Tepeš           | 260,5  | 130,0 m | 121,0 m |
| 20   | Lukáš Hlava           | 260,3  | 123,0 m | 125,5 m |
| 21   | Tom Hilde             | 260,2  | 133,5 m | 123,5 m |
| 22   | Wolfgang Loitzl       | 258,9  | 123,0 m | 125,5 m |
| 23   | Jarkko Määttä         | 258,7  | 129,0 m | 121,5 m |
| 24   | Piotr Żyła            | 257,3  | 121,0 m | 123,0 m |
| 25   | Janne Ahonen          | 255,7  | 120,5 m | 119,0 m |
| 26   | MacKenzie Boyd-Clowes | 253,5  | 129,5 m | 120,0 m |
| 27   | Krzysztof Biegun      | 252,3  | 123,0 m | 119,5 m |
| 28   | Maciej Kot            | 249,2  | 121,5 m | 120,5 m |
| 29   | Andreas Wellinger     | 243,2  | 124,0 m | 115,5 m |
| 30   | Anders Jacobsen       | 224,5  | 115,5 m | 107,0 m |

### Garmisch-Partenkirchen
Große Olympiaschanze (HS140)
Das auch Neujahrsspringen genannte zweite Springen für die 62. Vierschanzentournee fand am 1. Januar 2014 in Garmisch-Partenkirchen statt.
| Rang | Name                  | Punkte | Weite 1 | Weite 2 |
| ---- | --------------------- | ------ | ------- | ------- |
| 01   | Thomas Diethart       | 296,1  | 141,0 m | 140,5 m |
| 02   | Thomas Morgenstern    | 285,1  | 139,0 m | 139,0 m |
| 03   | Simon Ammann          | 278,5  | 133,5 m | 139,0 m |
| 04   | Anders Fannemel       | 275,7  | 138,0 m | 136,5 m |
| 05   | Andreas Wellinger     | 267,2  | 134,0 m | 134,5 m |
| 06   | Noriaki Kasai         | 265,3  | 135,0 m | 133,0 m |
| 07   | Kamil Stoch           | 264,9  | 135,0 m | 131,0 m |
| 08   | Gregor Schlierenzauer | 264,8  | 133,5 m | 133,0 m |
| 09   | Richard Freitag       | 264,2  | 133,0 m | 133,5 m |
| 10   | Anssi Koivuranta      | 263,9  | 136,5 m | 129,5 m |
| 11   | Jan Matura            | 261,7  | 132,5 m | 132,0 m |
| 12   | Andreas Kofler        | 260,8  | 130,5 m | 133,5 m |
| 13   | Anders Bardal         | 260,6  | 129,0 m | 134,5 m |
| 14   | Janne Ahonen          | 258,9  | 132,5 m | 132,5 m |
| 15   | Andreas Wank          | 258,0  | 130,5 m | 130,0 m |
| 16   | Taku Takeuchi         | 257,5  | 135,0 m | 129,0 m |

| Rang | Name             | Punkte | Weite 1 | Weite 2 |
| ---- | ---------------- | ------ | ------- | ------- |
| 17   | Klemens Murańka  | 257,3  | 130,5 m | 129,5 m |
| 18   | Peter Prevc      | 257,1  | 128,5 m | 133,5 m |
| 19   | Michael Neumayer | 256,3  | 133,5 m | 133,0 m |
| 20   | Maciej Kot       | 255,9  | 131,0 m | 133,0 m |
| 21   | Robert Kranjec   | 255,8  | 130,0 m | 131,0 m |
| 22   | Jernej Damjan    | 254,4  | 131,0 m | 133,0 m |
| 23   | Rune Velta       | 253,5  | 131,5 m | 129,5 m |
| 24   | Michael Hayböck  | 253,2  | 129,0 m | 133,0 m |
| 25   | Wolfgang Loitzl  | 251,0  | 131,5 m | 128,0 m |
| 26   | Anders Jacobsen  | 249,9  | 130,5 m | 130,0 m |
| 27   | Martin Schmitt   | 247,4  | 128,0 m | 128,5 m |
| 28   | Daiki Itō        | 246,1  | 126,5 m | 129,0 m |
| 29   | Jaka Hvala       | 245,9  | 131,0 m | 128,5 m |
| 30   | Stefan Kraft     | 240,5  | 125,0 m | 132,0 m |
| 31   | Krzysztof Biegun | 236,7  | 128,0 m | 126,0 m |

Tournee-Zwischenstand
Unter Berücksichtigung der Ergebnisse von Oberstdorf und Garmisch-Partenkirchen ergibt sich folgender Zwischenstand in der Tournee-Gesamtwertung (aufgeführt sind die zehn besten Springer):
| Rang | Name                  | Punkte |
| ---- | --------------------- | ------ |
| 01   | Thomas Diethart       | 593,4  |
| 02   | Thomas Morgenstern    | 581,9  |
| 03   | Simon Ammann          | 580,4  |
| 04   | Noriaki Kasai         | 559,8  |
| 05   | Anders Bardal         | 558,5  |
| 06   | Peter Prevc           | 554,4  |
| 07   | Gregor Schlierenzauer | 546,4  |
| 08   | Michael Hayböck       | 537,8  |
| 09   | Kamil Stoch           | 530,9  |
| 10   | Taku Takeuchi         | 530,9  |

### Innsbruck
Bergiselschanze (HS130)
Das dritte Springen der 62. Vierschanzentournee in Innsbruck fand am 4. Januar 2014 statt. Der zweite Durchgang wurde nach 21 von 30 Springern wegen zu starken Windes abgebrochen, sodass lediglich die Punkte des ersten Durchgangs in die Wertung einflossen.
| Rang | Name                  | Punkte | Weite 1 |
| ---- | --------------------- | ------ | ------- |
| 01   | Anssi Koivuranta      | 127,5  | 132,5 m |
| 02   | Simon Ammann          | 126,3  | 133,5 m |
| 03   | Kamil Stoch           | 126,2  | 126,5 m |
| 04   | Gregor Schlierenzauer | 125,4  | 131,5 m |
| 05   | Thomas Diethart       | 122,7  | 126,5 m |
| 06   | Peter Prevc           | 122,1  | 128,0 m |
| 07   | Noriaki Kasai         | 121,3  | 126,0 m |
| 08   | Thomas Morgenstern    | 118,8  | 119,5 m |
| 09   | Jarkko Määttä         | 117,5  | 125,5 m |
| 10   | Denis Kornilow        | 117,4  | 128,0 m |
| 11   | Richard Freitag       | 117,3  | 127,0 m |
| 12   | Stefan Kraft          | 117,2  | 123,5 m |
| 13   | Marinus Kraus         | 114,6  | 125,5 m |
| 14   | Anders Bardal         | 113,7  | 115,0 m |
| 15   | Severin Freund        | 113,3  | 121,5 m |

| Rang | Name               | Punkte | Weite 1 |
| ---- | ------------------ | ------ | ------- |
| 16   | Anders Jacobsen    | 112,7  | 120,5 m |
| 17   | Tomaž Naglič       | 112,5  | 121,0 m |
| 18   | Andreas Wellinger  | 112,0  | 120,0 m |
| 19   | Gregor Deschwanden | 119,9  | 124,0 m |
| 20   | Klemens Murańka    | 110,4  | 125,5 m |
| 21   | Manuel Fettner     | 109,5  | 119,5 m |
| 22   | Jan Matura         | 108,0  | 119,0 m |
| 23   | Janne Ahonen       | 107,3  | 117,5 m |
| 24   | Jan Ziobro         | 107,2  | 120,5 m |
| 25   | Robert Kranjec     | 105,0  | 113,5 m |
| 26   | Antonín Hájek      | 103,3  | 119,5 m |
| 27   | Maciej Kot         | 102,0  | 114,5 m |
| 28   | Jaka Hvala         | 101,6  | 114,5 m |
| 29   | Michael Neumayer   | 98,7   | 114,5 m |
| 30   | Roberto Dellasega  | 96,4   | 114,0 m |

Tournee-Zwischenstand
Unter Berücksichtigung der Ergebnisse der ersten drei Stationen ergibt sich folgender Zwischenstand in der Tournee-Gesamtwertung (aufgeführt sind die zehn besten Springer):
| Rang | Name                  | Punkte |
| ---- | --------------------- | ------ |
| 01   | Thomas Diethart       | 716,1  |
| 02   | Simon Ammann          | 706,7  |
| 03   | Thomas Morgenstern    | 700,7  |
| 04   | Noriaki Kasai         | 681,1  |
| 05   | Peter Prevc           | 676,5  |
| 06   | Anders Bardal         | 672,2  |
| 07   | Gregor Schlierenzauer | 671,8  |
| 08   | Kamil Stoch           | 663,1  |
| 09   | Michael Hayböck       | 640,1  |
| 10   | Klemens Murańka       | 635,9  |

### Bischofshofen
Paul-Außerleitner-Schanze (HS140)
Das abschließende Springen in Bischofshofen fand am 6. Januar 2014 statt. Thomas Diethart konnte das Springen vor Peter Prevc gewinnen und sicherte sich damit den Gesamtsieg.
| Rang | Name               | Punkte | Weite 1 | Weite 2 |
| ---- | ------------------ | ------ | ------- | ------- |
| 01   | Thomas Diethart    | 296,5  | 138,5 m | 140,0 m |
| 02   | Peter Prevc        | 294,8  | 139,5 m | 138,5 m |
| 03   | Thomas Morgenstern | 293,6  | 137,0 m | 142,0 m |
| 04   | Simon Ammann       | 285,7  | 137,5 m | 137,0 m |
| 05   | Noriaki Kasai      | 281,0  | 133,5 m | 137,5 m |
| 06   | Anders Bardal      | 278,4  | 133,5 m | 134,5 m |
| 07   | Anders Fannemel    | 276,1  | 132,0 m | 135,5 m |
| 08   | Kamil Stoch        | 275,1  | 134,0 m | 133,5 m |
| 09   | Andreas Wellinger  | 273,3  | 134,0 m | 133,5 m |
| 010  | Severin Freund     | 271,7  | 133,0 m | 133,5 m |
| 011  | Anders Jacobsen    | 267,4  | 129,5 m | 135,0 m |
| 012  | Jan Matura         | 267,1  | 131,0 m | 133,5 m |
| 013  | Wolfgang Loitzl    | 266,9  | 132,0 m | 131,0 m |
| 014  | Michael Hayböck    | 266,7  | 131,5 m | 130,5 m |
| 015  | Marinus Kraus      | 264,5  | 131,5 m | 130,5 m |

| Rang | Name                  | Punkte | Weite 1 | Weite 2 |
| ---- | --------------------- | ------ | ------- | ------- |
| 16   | Jarkko Määttä         | 263,0  | 130,5 m | 132,5 m |
| 17   | Michael Neumayer      | 262,0  | 131,0 m | 131,5 m |
| 18   | Gregor Schlierenzauer | 260,2  | 131,5 m | 130,5 m |
| 19   | Anssi Koivuranta      | 258,7  | 129,5 m | 131,0 m |
| 20   | Stefan Kraft          | 257,7  | 129,5 m | 131,0 m |
| 21   | Piotr Żyła            | 252,9  | 130,0 m | 128,0 m |
| 22   | Jaka Hvala            | 252,4  | 131,5 m | 125,0 m |
| 23   | Maciej Kot            | 251,4  | 129,0 m | 127,5 m |
| 24   | Jan Ziobro            | 250,0  | 128,5 m | 128,0 m |
| 25   | Lukáš Hlava           | 248,7  | 128,5 m | 126,5 m |
| 26   | Daiki Itō             | 245,5  | 129,5 m | 124,0 m |
| 27   | Jurij Tepeš           | 242,6  | 126,0 m | 126,0 m |
| 28   | Robert Kranjec        | 238,8  | 129,5 m | 121,5 m |
| 29   | Richard Freitag       | 223,6  | 119,5 m | 123,5 m |
| 30   | Jakub Janda           | 221,2  | 124,5 m | 119,0 m |

## Tournee-Endstand

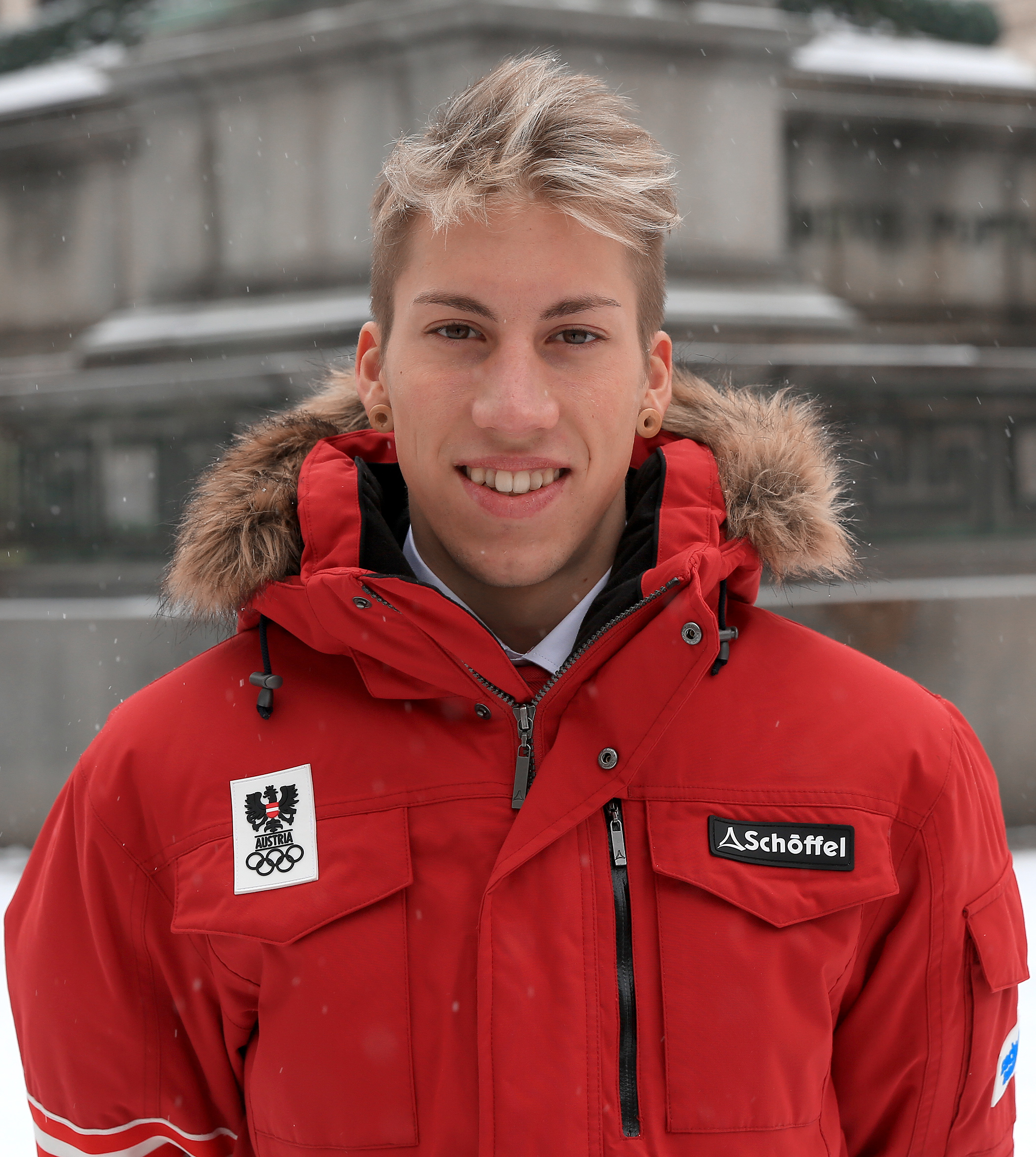
Thomas Diethart (2014)

### Übersicht
| Datum          | Ort                    | Schanze                         | Anmerkung      | Sieger           | Zweiter            | Dritter            | Gesamtführender |
| -------------- | ---------------------- | ------------------------------- | -------------- | ---------------- | ------------------ | ------------------ | --------------- |
| 29.12.2013     | Oberstdorf             | Schattenbergschanze HS137       | Nacht          | Simon Ammann     | Anders Bardal      | Thomas Diethart    | Simon Ammann    |
| 29.12.2013     | Oberstdorf             | Schattenbergschanze HS137       | Nacht          | Simon Ammann     | Anders Bardal      | Peter Prevc        | Simon Ammann    |
| 01.01.2014     | Garmisch-Partenkirchen | Große Olympiaschanze HS142      |                | Thomas Diethart  | Thomas Morgenstern | Simon Ammann       | Thomas Diethart |
| 04.01.2014     | Innsbruck              | Bergiselschanze HS130           |                | Anssi Koivuranta | Simon Ammann       | Kamil Stoch        | Thomas Diethart |
| 06.01.2014     | Bischofshofen          | Paul-Außerleitner-Schanze HS142 | Nacht          | Thomas Diethart  | Peter Prevc        | Thomas Morgenstern | Thomas Diethart |
| Gesamtwertung: | Gesamtwertung:         | Gesamtwertung:                  | Gesamtwertung: | Thomas Diethart  | Thomas Morgenstern | Simon Ammann       |                 |

### Gesamtwertung der 62. Vierschanzentournee
Unter Berücksichtigung der Ergebnisse aller Schanzen ergibt sich folgender Endstand in der Tournee-Gesamtwertung (angeführt sind die 30 besten Springer):
| Rang | Name                  | Punkte |
| ---- | --------------------- | ------ |
| 01   | Thomas Diethart       | 1012,6 |
| 02   | Thomas Morgenstern    | 994,3  |
| 03   | Simon Ammann          | 992,4  |
| 04   | Peter Prevc           | 971,3  |
| 05   | Noriaki Kasai         | 962,1  |
| 06   | Anders Bardal         | 950,6  |
| 07   | Kamil Stoch           | 938,2  |
| 08   | Gregor Schlierenzauer | 932,0  |
| 09   | Michael Hayböck       | 906,8  |
| 10   | Andreas Wellinger     | 895,7  |
| 11   | Michael Neumayer      | 891,2  |
| 12   | Maciej Kot            | 858,5  |
| 13   | Anders Jacobsen       | 854,5  |
| 14   | Daiki Itō             | 851,8  |
| 15   | Wolfgang Loitzl       | 799,2  |

| Rang | Name             | Punkte |
| ---- | ---------------- | ------ |
| 16   | Severin Freund   | 787,1  |
| 17   | Marinus Kraus    | 783,2  |
| 18   | Anssi Koivuranta | 773,8  |
| 19   | Jarkko Määttä    | 760,9  |
| 20   | Jan Matura       | 759,7  |
| 21   | Klemens Murańka  | 752,2  |
| 22   | Jan Ziobro       | 742,1  |
| 23   | Janne Ahonen     | 736,9  |
| 24   | Richard Freitag  | 732,3  |
| 25   | Andreas Kofler   | 731,0  |
| 26   | Jaka Hvala       | 728,5  |
| 27   | Stefan Kraft     | 723,6  |
| 28   | Robert Kranjec   | 721,8  |
| 29   | Andreas Wank     | 700,7  |
| 30   | Lukáš Hlava      | 658,9  |